# Justice réparatrice
Ne doit pas être confondu avec Justice transformatrice.
La justice réparatrice (parfois appelée justice restaurative ou justice restauratrice) est un modèle éclectique de justice qui vise la reconnaissance par un contrevenant des torts et des dommages qu'il a causés et qui permet aux personnes lésées, comme au contrevenant ou toute personne concernée par la commission d'un acte répréhensible, d'exprimer les causes, les circonstances et les répercussions de cet acte, ainsi que d’aborder leurs besoins à cet effet. Dans un tel système, les contrevenants sont incités ou contraints de réparer les dommages causés par leur acte. La personne lésée joue un rôle majeur dans le processus de justice réparatrice.
Faisant appel à des concepts de « justice relationnelle, participative, communautaire, positive ou réformatrice voire restaurative », la justice réparatrice envisage le délit ou le crime plus comme un acte contre une personne ou une communauté que contre l’État. Ce modèle de justice peut être complémentaire ou peut être une alternative au système de justice traditionnel.
En fonction de la communauté, de la juridiction, des circonstances et des participants impliqués, ce modèle de justice adopte différentes formes mais tous les systèmes présentent quelques aspects communs. Les victimes ont souvent l’occasion d’exprimer l’impact détaillé de l’acte délictueux sur leur vie, de recevoir des réponses aux questions qui les hantent sur les faits et de participer à la mise en responsabilité du délinquant pour son acte. Les contrevenants peuvent raconter les circonstances et motivations derrière l'acte et quel effet il a eu sur leur vie. Il est donné la possibilité aux délinquants de remettre les choses au clair avec les victimes — dans la limite du possible — par certaines formes de compensation.

## Caractéristiques
Dans un modèle de justice réparatrice, contrairement à un système de justice traditionnel, il n’y aura souvent aucun juge, aucun procès pour déterminer la culpabilité d’une personne et aucune attribution de punition. La justice réparatrice vise plutôt à réparer le tort causé par un acte délictueux, dommageable ou criminel.
Il s'agit d'un processus flexible qui s'adapte aux besoins du contexte, des personnes lésées et du contrevenant. Elle doit permettre au contrevenant de réparer les dommages qu'il a causés. Les types de réparation varient également : elles pourront ne pas être les mêmes en fonction d'un préjudice physique, psychologique ou financier. Parfois, des excuses peuvent suffire, même le fait de communiquer avec la personne ayant causé l'acte dommageable. Des médiations entre victimes et auteurs d’infraction, des rencontres de groupe et cercles de discussion, des lettres d'excuse, des compensations financières et une réparation à la communauté — telle que le bénévolat — peuvent être envisagés.

## Histoire
On attribue les premières traces de justice réparatrice aux peuples premiers d'Amérique du Nord. La notion de réparation est mentionnée dans plusieurs textes historiques :  la Torah, la Bible en I Sam. 6, précise la restitution des biens aux victimes par les criminels, le Code d'Ur-Namma requiert la réparation pour les actes de violence, le Code de Hammurabi prescrit la restitution comme sanction pour les infractions de propriété, la Loi des Douze Tables ordonne au voleur de payer le double des biens volés.
Le choix du terme restorative justice est attribuée à Albert Eglash qui, dans un texte publié en 1977, envisage l'existence de trois modèles de justice : la justice réparatrice, centrée sur la réparation, la justice punitive, centrée sur la punition et la justice distributive, centrée sur le traitement des délinquants. À cette époque, la justice réparatrice est davantage envisagée dans une conception plus matérielle (on parle de restitution ou de réparation des dommages). Il faut attendre la fin des années 1980 pour que la justice réparatrice élargisse son spectre en y englobant une conception plus symbolique et psychologique. L'un des pères fondateurs du modèle de justice réparatrice est le mennonite Howard Zehr (en). En Europe, c'est le criminologue Lode Walgrave qui représente l'un des chefs de file de ce mouvement de justice ainsi qu'aujourd'hui la criminologue française Thérèse de Villette,.
L’émergence de ce modèle au Canada peut s’expliquer par l’incapacité de leur système judiciaire à traiter la criminalité des communautés autochtones, qui sont surreprésentées dans les prisons. Un cercle de sentence consiste à rassembler un juge canadien, les parties au procès et une vingtaine de personnes autochtones afin d'échanger à propos de la peine à prononcer.

## Introduction de la «justice restaurative» en droit français
Dans l'article 18 de la loi Taubira du 15 août 2014, la loi française introduit la notion de « justice restaurative » : « Art. 10-1.-À l'occasion de toute procédure pénale et à tous les stades de la procédure, y compris lors de l'exécution de la peine, la victime et l'auteur d'une infraction, sous réserve que les faits aient été reconnus, peuvent se voir proposer une mesure de justice restaurative. »
« Constitue une mesure de justice restaurative toute mesure permettant à une victime ainsi qu'à l'auteur d'une infraction de participer activement à la résolution des difficultés résultant de l'infraction, et notamment à la réparation des préjudices de toute nature résultant de sa commission. Cette mesure ne peut intervenir qu'après que la victime et l'auteur de l'infraction ont reçu une information complète à son sujet et ont consenti expressément à y participer. Elle est mise en œuvre par un tiers indépendant formé à cet effet, sous le contrôle de l'autorité judiciaire ou, à la demande de celle-ci, de l'administration pénitentiaire. Elle est confidentielle, sauf accord contraire des parties et excepté les cas où un intérêt supérieur lié à la nécessité de prévenir ou de réprimer des infractions justifie que des informations relatives au déroulement de la mesure soient portées à la connaissance du procureur de la République. »
Un décret du 21 décembre 2020 précise la mise en œuvre de la justice restaurative, désormais codifiée aux articles D1-1-1 du Code de procédure pénale, sous le titre « Chapitre Ier bis de la justice restaurative » : elle peut être proposée par  le procureur de la République ou le délégué du procureur de la République, lors de la mise en œuvre d'une alternative aux poursuites ou d'une composition pénale, à tout moment de la procédure ; par le juge d'instruction, à tout moment de l'information, par le président de la juridiction de jugement, à tout moment de l'audience et après avoir rendu la décision sur l'action publique et sur l'action civile ; par le juge de l'application des peines.
Un rapport publié en 2024 « dresse un bilan globalement positif mais nuancé des pratiques et effets de la justice restaurative en France ». Il note des effets positifs à court terme (resocialisation, revalorisation) sur les participants (auteurs et victimes d’infractions, personnels pénitentiaires) mais met en doute la durabilité de ces effets.

## Au-delà du monde judiciaire
La « justice restaurative » est également utilisée pour des conflits dépassant le seul cadre du monde judiciaire : plusieurs groupes de pratique et recherche en « cercles restauratifs » existent dans le monde,, et visent à développer tout « processus communautaire [apportant] du soutien aux personnes en conflit » et « prendre soin des conflits dans [nos] communauté[s] ».
L'Éducation nationale en France, recommande dans un guide intitulé « Pour une justice en milieu scolaire préventive et restaurative », publié en 2014 via la Mission ministérielle chargée de la prévention et de la lutte contre les violences en milieu scolaire, dirigée par Éric Debarbieux, de faire appel à des pratiques restauratrices, comme les cercles restauratifs, et la communication non violente.
Toujours en France, il se tient chaque année un colloque sur ce sujet, tel que dans le cadre de la « Semaine internationale de la justice restaurative ».

## Dans la culture
La justice réparatrice est le sujet du film Je verrai toujours vos visages, réalisé par Jeanne Herry et sorti en 2023.